# Terranuova Bracciolini
Terranuova Bracciolini ist eine Gemeinde mit 12.011 Einwohnern (Stand 31. Dezember 2023) in der Provinz Arezzo in der Region Toskana in Italien.

## Geografie

Lage von Terranuova Bracciolini in der Provinz Arezzo

Die Gemeinde erstreckt sich über rund 85 km². Sie liegt etwa 25 km nordwestlich der Provinzhauptstadt Arezzo und 35 km südöstlich der Regionalhauptstadt Florenz am Arno und im oberen Arnotal (Valdarno superiore). Weitere wichtige Gewässer im Gemeindegebiet sind die Torrenti Ascione (alle 8 km im Gemeindegebiet) und Ciuffenna (11 von 22 km im Gemeindegebiet). Der Ort liegt in der klimatischen Einordnung italienischer Gemeinden in der Zone D, 1971 GR/G.
Zu den Ortsteilen (frazioni) zählen Campogialli (253 m, ca. 250 Einwohner), Castiglione Ubertini (250 m, ca. 20 Einwohner), Cicogna (254 m, ca. 300 Einwohner), Malva-Nuova-Squarcia (303 m, ca. 125 Einwohner), Montemarciano (252 m, ca. 180 Einwohner), Penna (202 m, ca. 600 Einwohner), Persignano (250 m, ca. 100 Einwohner), Piantravigne (255 m, ca. 140 Einwohner), Tasso (251 m, ca. 50 Einwohner), Traiana (276 m, ca. 100 Einwohner), Treggiaia (196 m, ca. 50 Einwohner) und Ville (155 m, ca. 430 Einwohner).
Die Nachbargemeinden sind Castelfranco Piandiscò, Castiglion Fibocchi, Laterina Pergine Valdarno, Loro Ciuffenna, Montevarchi und San Giovanni Valdarno.

## Geschichte
Zunächst hieß der Ort Castel Santa Maria und entstand von 1337 bis 1348 durch die Florentiner als terra murata (Befestigter Ort) nach dem Vorbild von Scarperia und Firenzuola. Der Namenszusatz Bracciolini wird seit 1862 zu Ehren von Poggio Bracciolini benutzt. Im Zweiten Weltkrieg erlitt der Ort erhebliche Schäden. Alle vier Stadttore, Porta Fiorentina, Porta Ciuffenna, Porta Campana (San Pietro) und Porta Campana (San Niccolò), gingen dabei verloren.

## Sehenswürdigkeiten

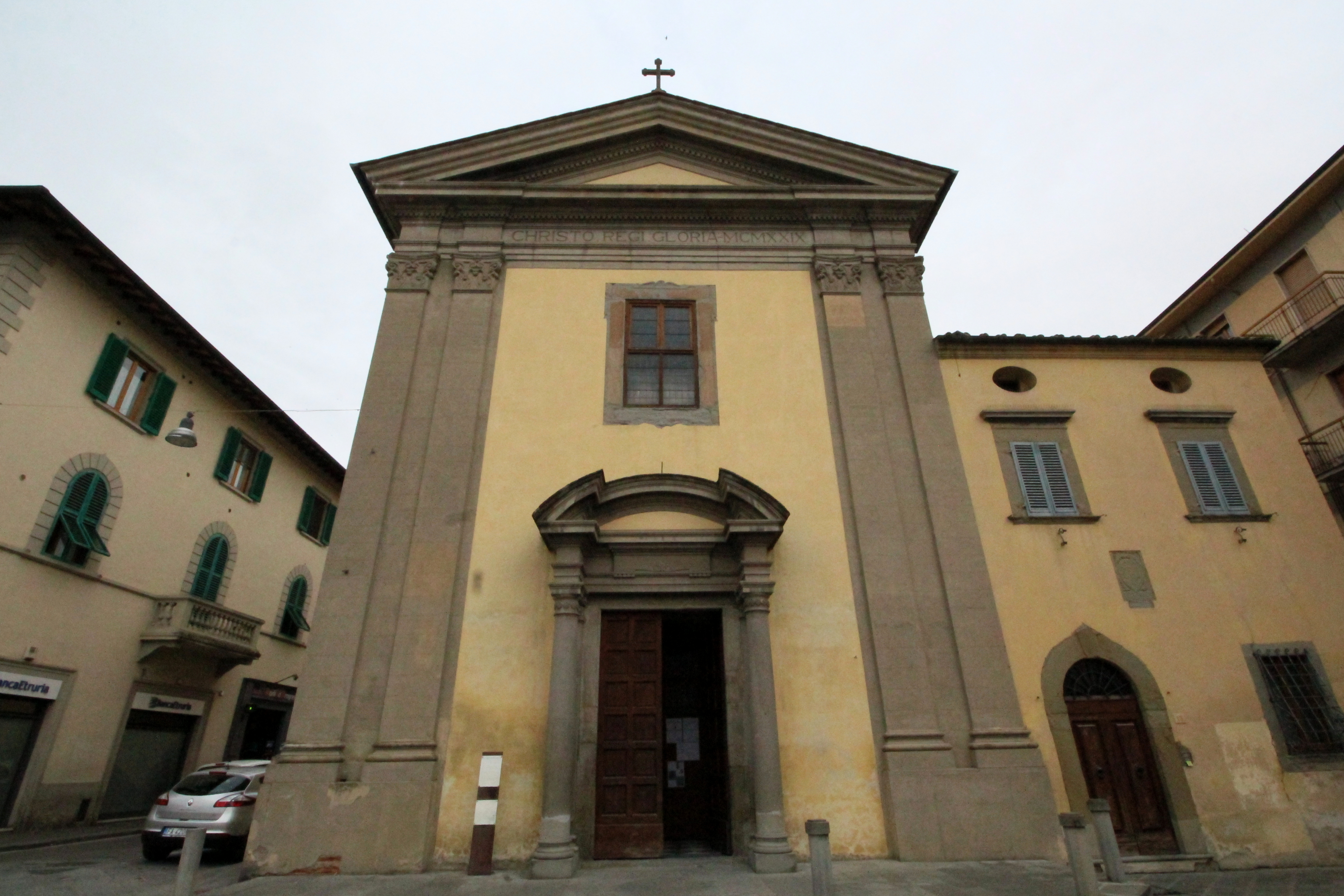
Die Kirche Arcipretura di Santa Maria Bambina, Hauptkirche im Ortskern

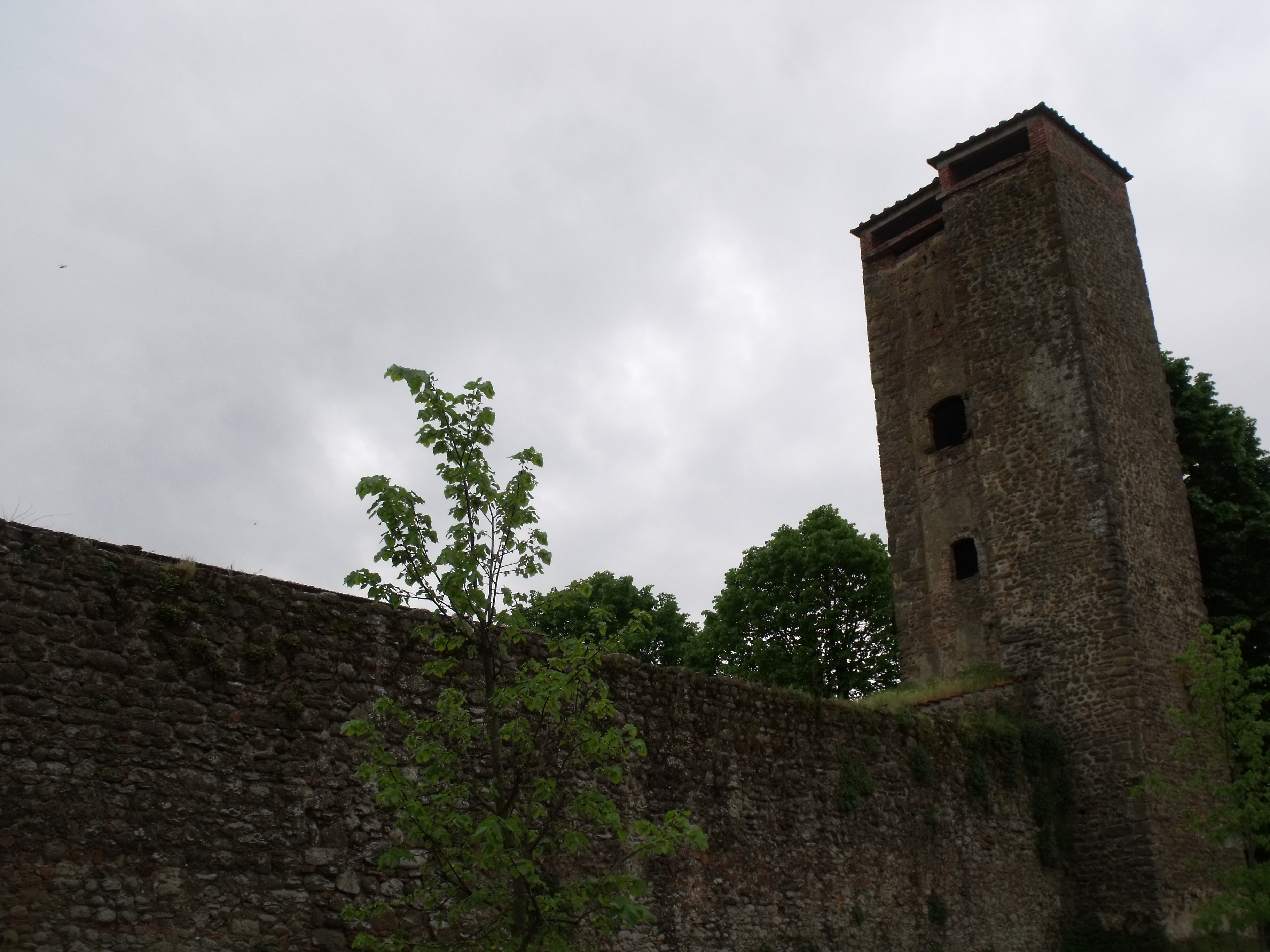
Stadtmauern des Ortes

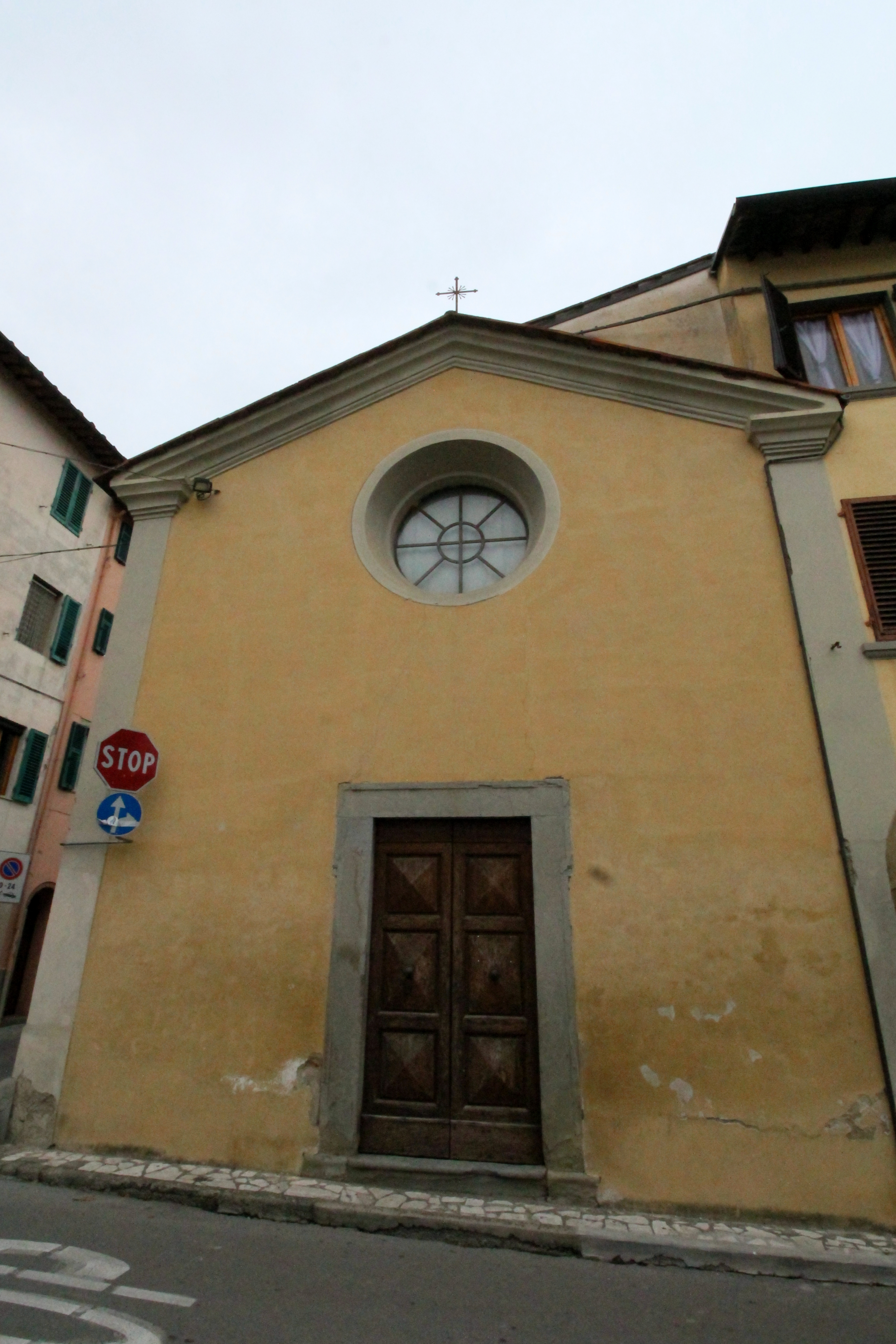
Die Kirche San Biagio ai Mori, Ortskern

- Arcipretura di Santa Maria, auch Santa Maria Bambina, Hauptkirche im Ortskern. Die Kirche entstand ab 1337 und unterstand der Pieve di San Pietro a Gropina bis 1443. Dann wurde sie eigenständige Pieve.[8]
- Chiesa di San Biagio ai Mori, Kirche im Ortskern aus dem 14. Jahrhundert.[9]
- San Donato in Ganghereta, Kirche im Ortskern. Entstand 1933 aus der Kirche San Niccolò.[10]
- San Benedetto, Kirche im Ortskern aus dem 17. Jahrhundert.[10]
- Chiesa della Misericordia, Kirche im Ortskern.
- Chiesa di San Bartolomeo al Pozzo, Kirche im Ortskern aus dem 14. Jahrhundert. Enthält ein Werk von Gregorio Pagani (Crocifissione con la Madonna e i Santi Bartolomeo, Nicola e Agata)[11]
- Santa Maria a Pernina, Kirche und Santuario kurz außerhalb der Stadtmauern. Entstand im 14. Jahrhundert.[10]
- Convento di Ganghereto, Kloster außerhalb der Stadtmauern, das im 18. Jahrhundert auf einem wesentlich älterem Konvent der Franziskaner entstand.[10]
- Santa Maria in Campo Arsiccio, Wallfahrtskirche nahe dem Ortsteil Campogialli.
- Sant’Agnese, Kirche im Zentrum des Ortsteils Campogialli.
- Santa Croce e Santo Stefano, Kirche im Ortsteil Penna.
- Santi Fabiano e Sebastiano, Kirche im Ortsteil Traiana.
- Santi Filippo e Giacomo, Kirche im Ortsteil Tasso.
- Santa Maria a Montelungo, Kirche in Montelungo.

## Verkehr
- Der Ort liegt mit der Haltestelle Montevarchi-Terranuova an der Eisenbahnstrecke Florenz–Arezzo.
- An die Autostrada A1 ist der Ort über die in unmittelbarer Nähe gelegene Anschlussstelle Valdarno angeschlossen.
- Bei Terranuova gibt es einen kleinen Flugplatz (Aviosuperficie Il Borro) für die Allgemeine Luftfahrt.

## Söhne und Töchter der Gemeinde
- Poggio Bracciolini (1380–1459), Humanist
- Fra Diamante (um 1430 – um 1498), Maler
- Consalvo Sanesi (1911–1998), Automobilrennfahrer
- Spartaco Landini (1944–2017), Fußballspieler

## Gemeindepartnerschaften
- Haousa, Westsahara